# Fujiyoshida
Fujiyoshida (富士吉田市 -shi) é uma cidade japonesa localizada na província de Yamanashi.
Em 2003, a cidade tinha uma população estimada em 53 453 habitantes e uma densidade populacional de 438,75 h/km². Tem uma área total de 121,83 km².

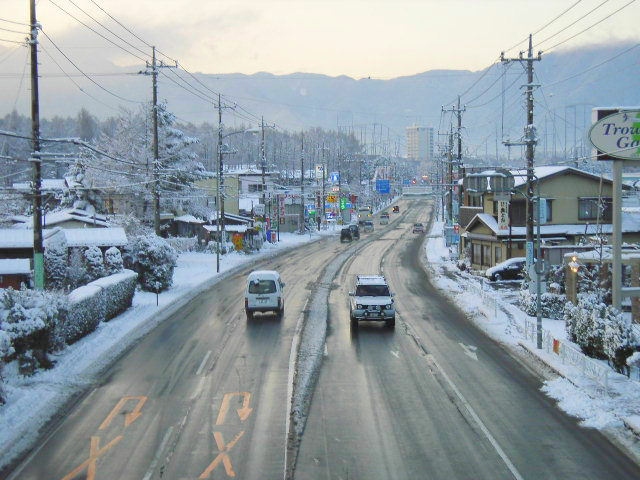
Uma das estradas que passam por Fujiyoshida

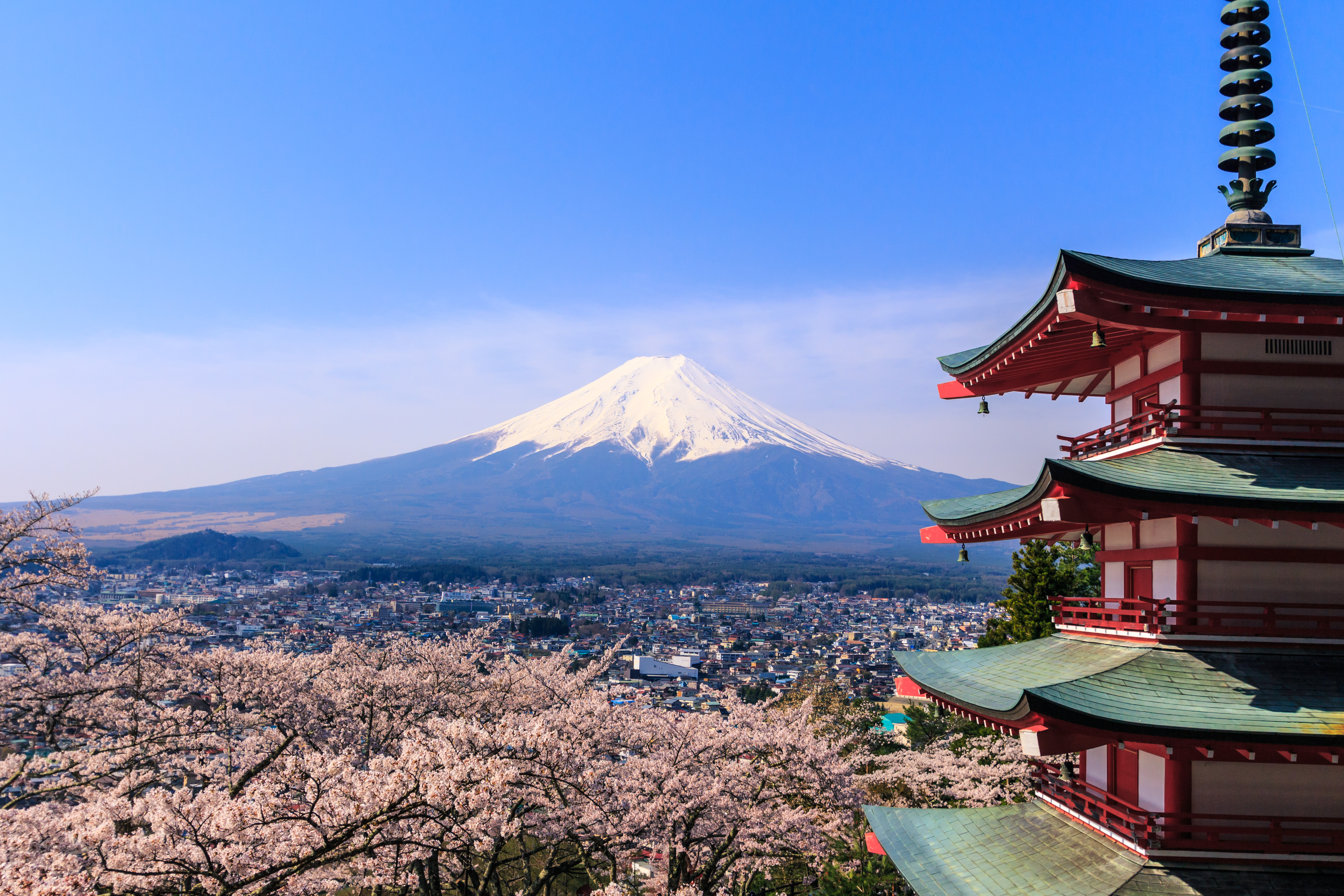
Parque Arakurayama Sengen

Recebeu o estatuto de cidade a 20 de Março de 1951.

## Cidades-irmãs
- Colorado Springs, EUA
- Chamonix-Mont-Blanc, França